# هاتون راکرا
هاتون راکرا (به اسپانیایی: Hatun Raqra) یک کوه در پرو است که در Peru, Junín Region واقع شده‌است. هاتون راکرا ۴٬۲۰۰ متر بالاتر از سطح دریا واقع شده‌است.